# Mémorial pour les victimes du terrorisme en Israël
Le mémorial pour les Victimes du Terrorisme en Israël (אנדרטת חללי פעולות האיבה, Andartat Halalei Pe'ulot Ha'Eiva) est un mémorial pour toutes les victimes du terrorisme en Israël de 1851 à aujourd'hui. Inauguré en 1998, il est situé au cimetière national de l'État d'Israël sur le mont Herzl à Jérusalem. Il comprend les noms des personnes juives et non-juives tuées dans des actes de terrorisme dans le Yichouv et en Israël.

## Galerie

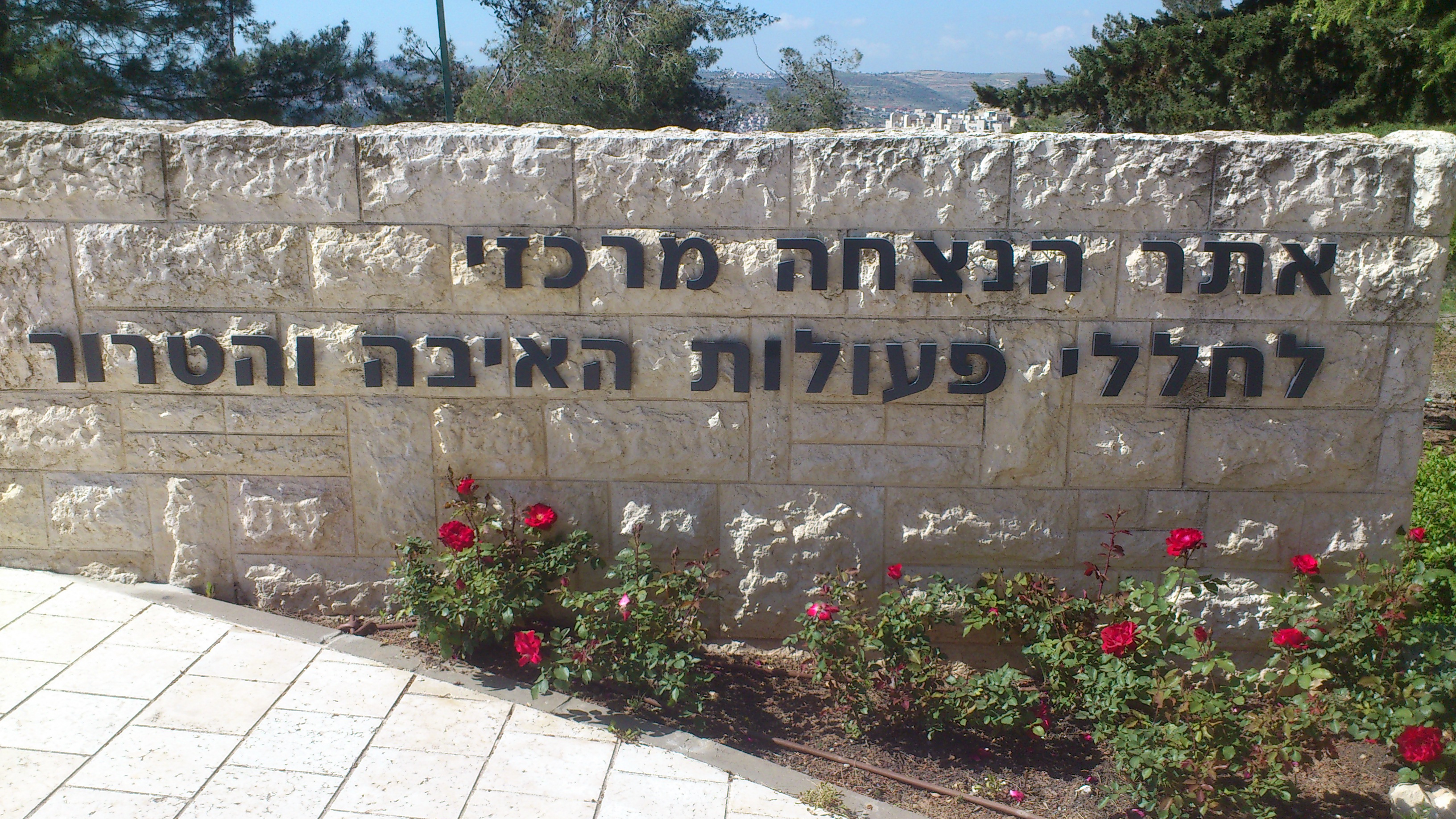
?
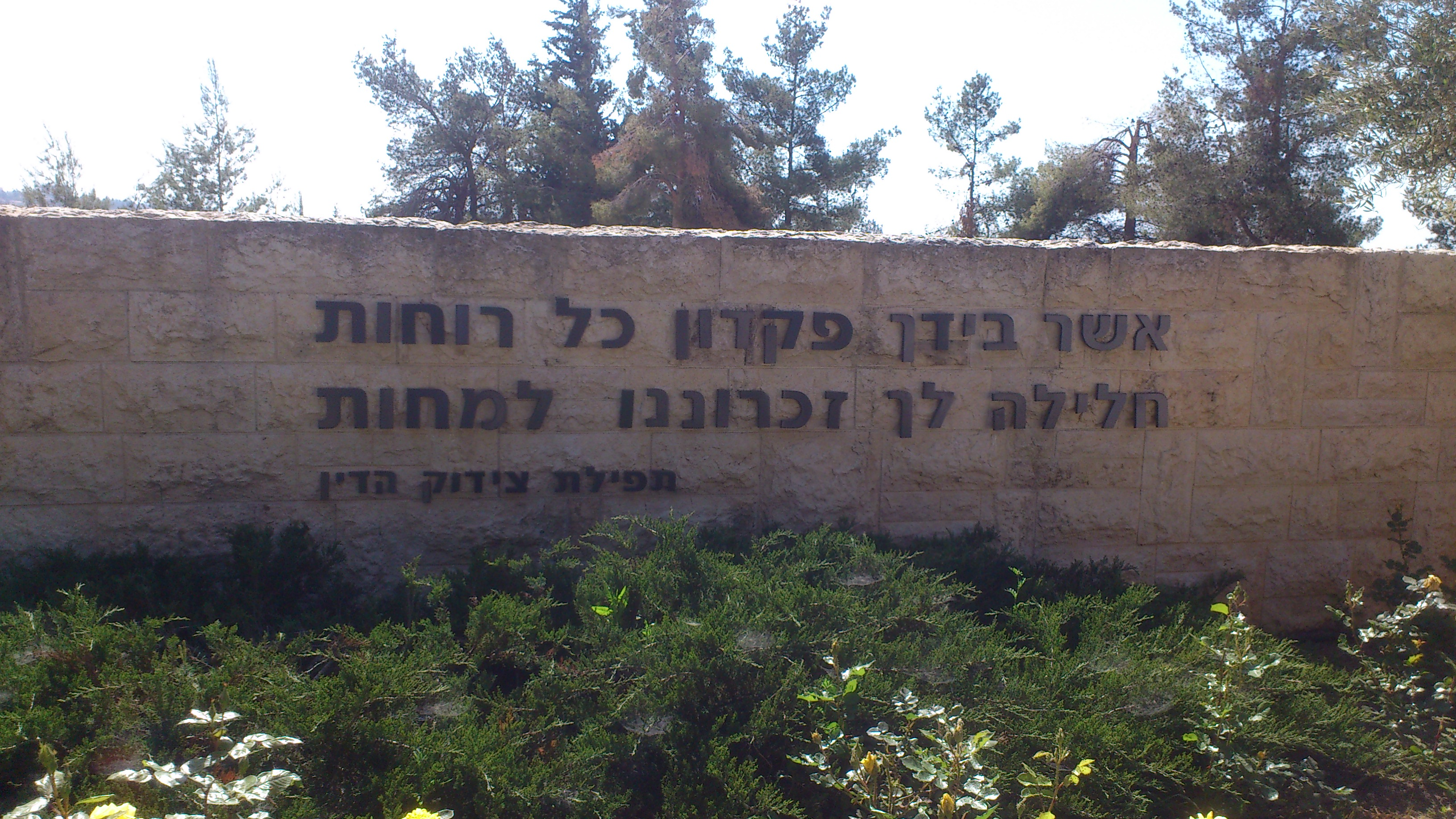
?
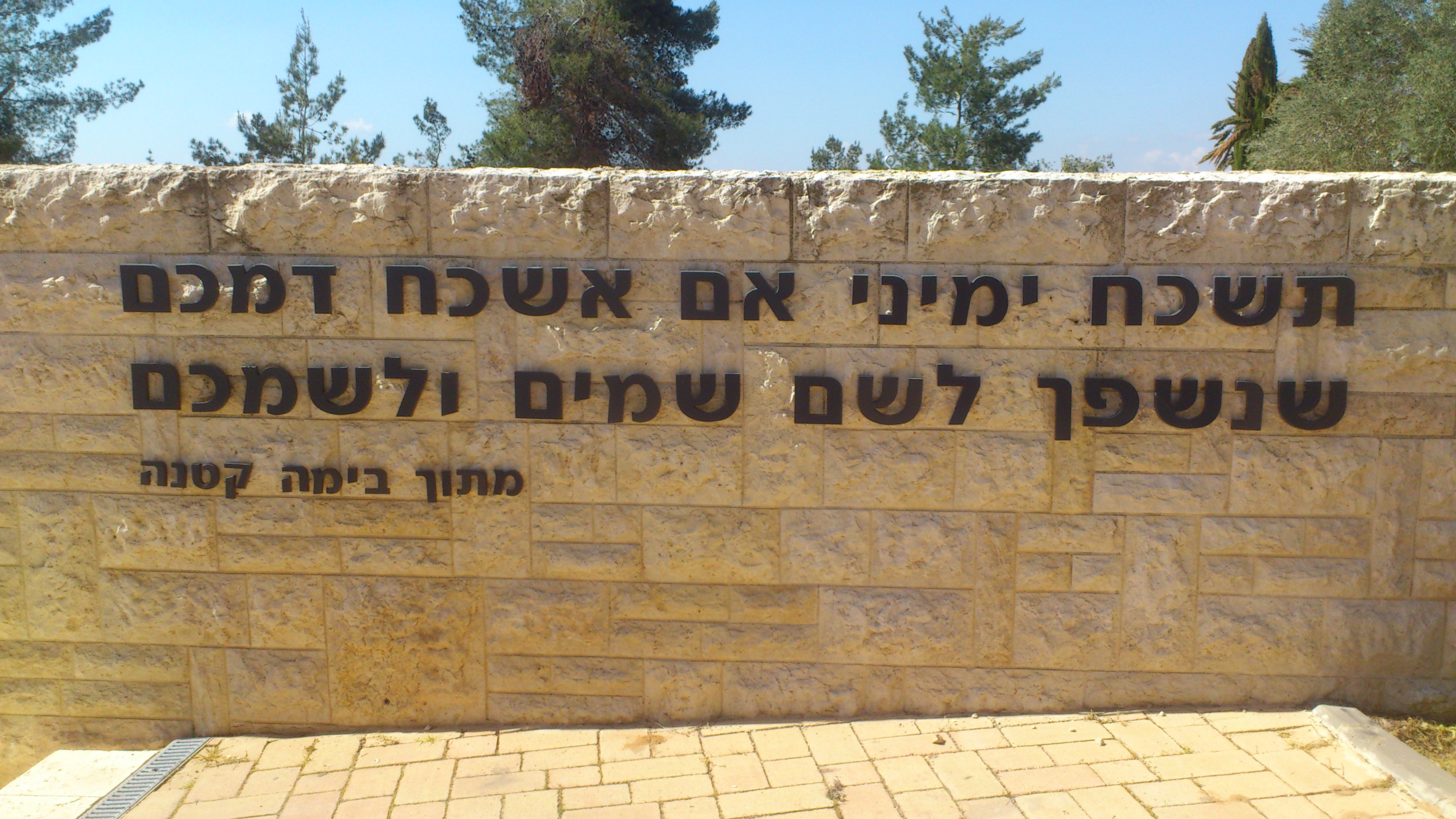
?
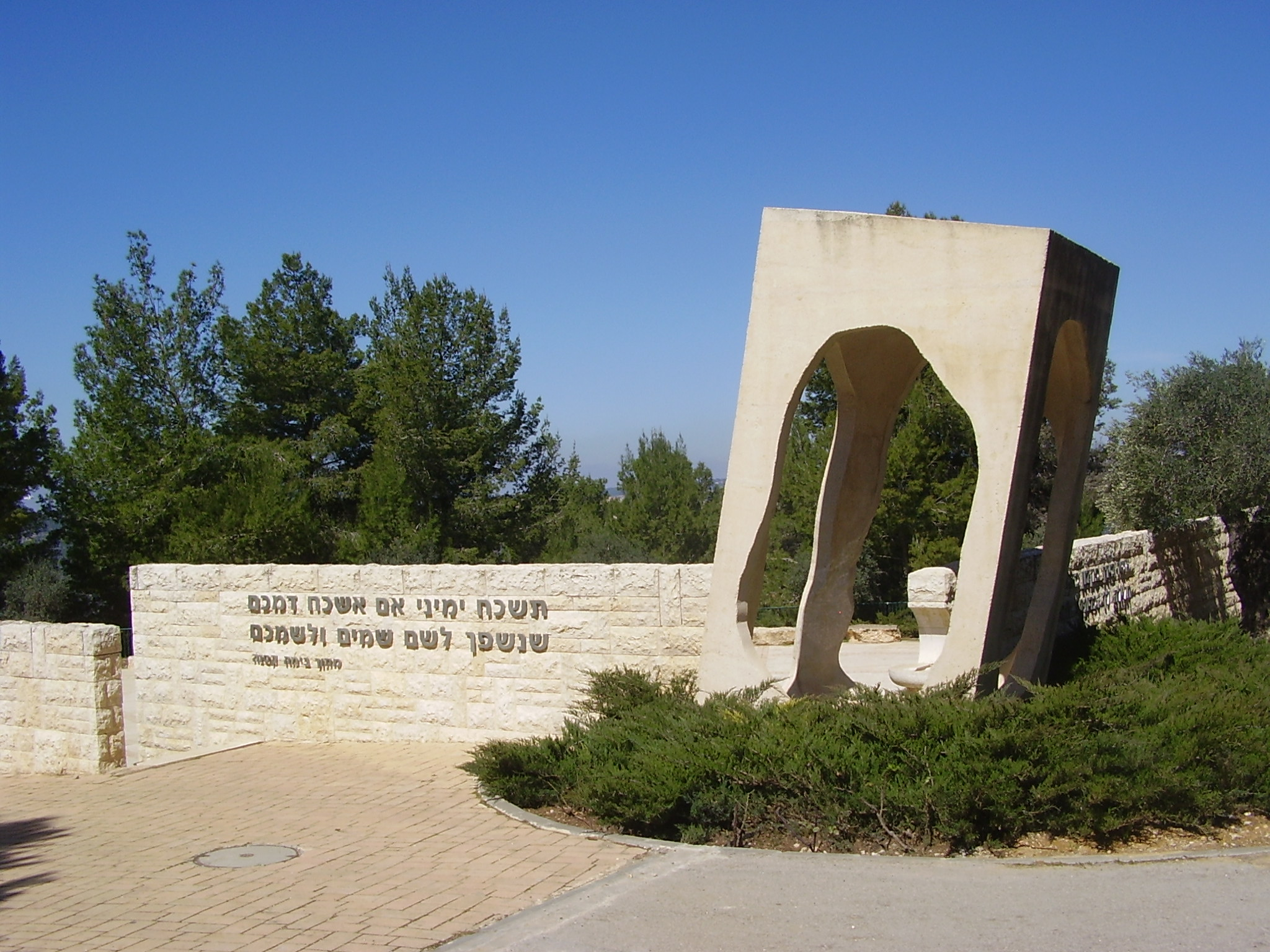
?
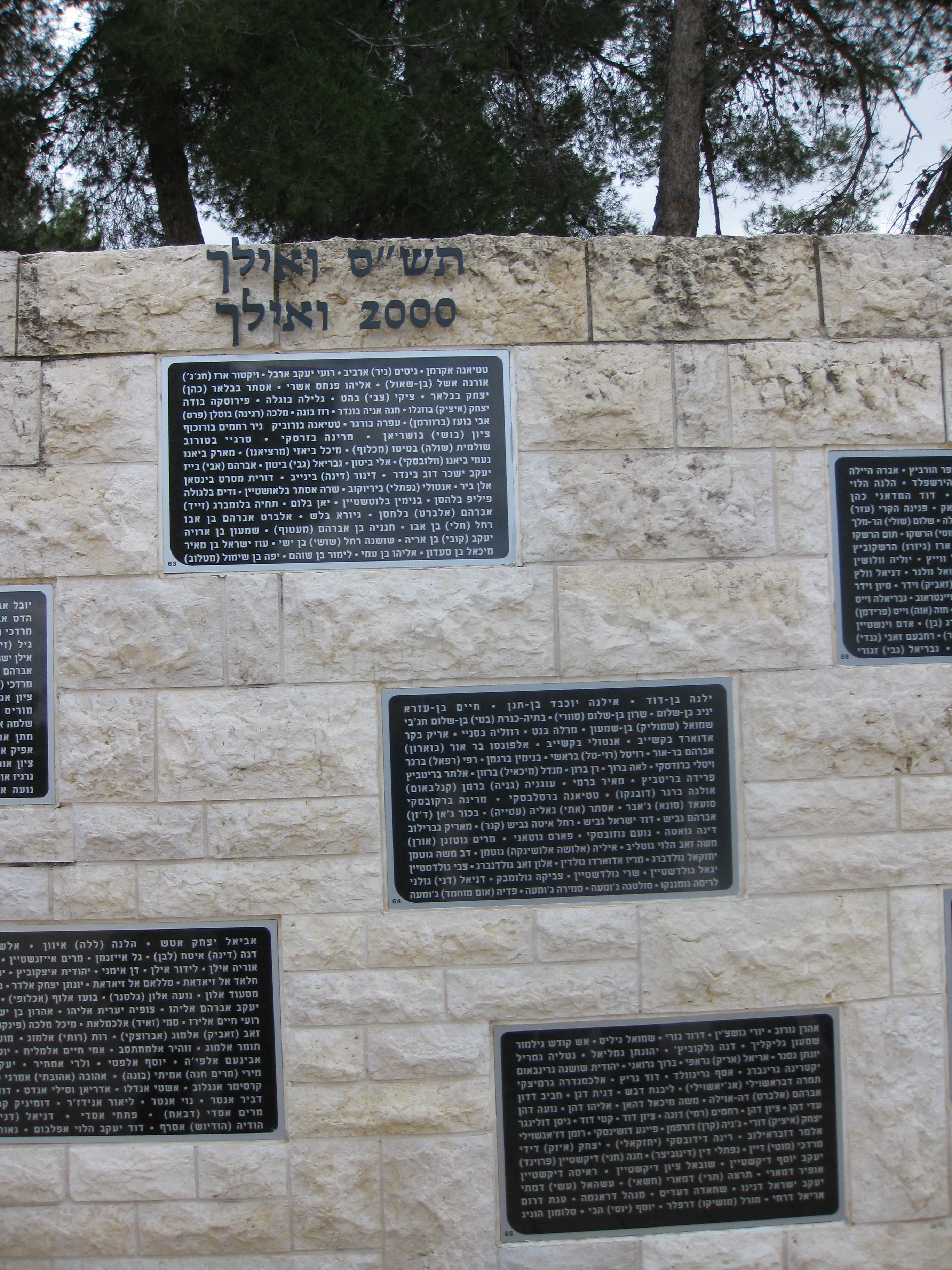
?